# 韦瑞霖
韦瑞霖（1912年—1998年），字焕熙，男，壮族，广西永福人，中华人民共和国政治人物，曾任广西壮族自治区政协副主席。